# Patinação individual
A patinação individual é uma disciplina da patinação artística na qual os atletas competem individualmente em dois segmentos distintos, o programa curto e o programa livre. As modalidades individual masculino e individual feminino são disputadas nos Jogos Olímpicos, e são reguladas pela União Internacional de Patinação (International Skating Union - ISU). Os elementos obrigatórios dessa categoria são os saltos, os spins e as sequências de passos e coreográfica.

## História
Jackson Haines, um bailarino americano, foi o primeiro patinador a incorporar movimentos de dança na patinação, em vez de focar em desenhar figuras no gelo. Ele também foi o inventor do sit spin, além de ter desenvolvido a lâmina mais curta e curvada da patinação artística, que permite a realização de giros com maior facilidade. Ele ganhou o primeiro Campeonato Nacional Americano, disputado em Troy no ano de 1864. Apesar disso, Haines não era bem recebido por seus compatriotas, que rejeitavam as suas inovações em prol da escola britânica, mais rígida, o que o levou a migrar para a Europa, onde seu estilo proliferou e a vertente mais graciosa e musical da patinação artística se consolidou. Seus alunos em Viena foram os fundadores da União Internacional de Patinação, uma das organizações desportivas mais antigas do mundo, em 1892, e criaram o primeiro conjunto de regras da modalidade.
A primeira competição internacional de patinação artística individual foi disputada em Viena, em 1882. Nesse evento, os patinadores disputavam três segmentos, sendo eles uma seção composta por 23 figuras obrigatórias, uma etapa de patinação livre, e uma seção especial destinada à apresentação de movimentos especiais de originalidade ou alta dificuldade. 
O primeiro Campeonato Mundial regulamentado pela ISU ocorreu em 1896, em São Petesburgo, mas apenas a modalidade individual masculina foi disputada, com a presença de quatro atletas.
No início do século XX, um caráter mais atlético foi trazido à patinação devido às contribuições do sueco Ulrich Salchow, decacampeão mundial em sua modalidade. Salchow criou o salto epônimo, além de desenvolver lâminas de gelo serradas, que foram as responsáveis por facilitar os saltos e consolidar a patinação artística no gelo como um esporte. 
A patinação artística no gelo foi o primeiro esporte de inverno disputado nas olimpíadas, dada a sua presença nos Jogos Olímpicos de Verão de Londres em 1908, já com disputas masculina e feminina.
Na modalidade individual feminina, a tricampeã olímpica Sonja Henie é considerada a grande precursora, tendo incorporado movimentos de dança característicos à disciplina e, principalmente, por inovar no vestuário, sendo a primeira patinadora a competir com vestidos curtos, trazendo finalmente um aspecto mais atlético à disputa das mulheres.

## Principais competições
As principais competições disputadas por essa modalidade são
- ISU Grand Prix de Patinação Artística no Gelo: É a primeira grande competição na temporada da patinação individual. Para a categoria sênior, é uma série composta por seis etapas, cada uma sediada em um país distinto, atualmente Estados Unidos, Canadá, França, Rússia, China, Japão. Em cada etapa competem doze patinadores, convidados por cada país sede de acordo com critérios relativos ao seu desempenho na temporada anterior, que recebem uma pontuação para um ranking dedicado à série Grand Prix de acordo com a sua posição no evento. A categoria júnior tem sua própria série, com mais etapas, sem restrições de convite. Os seis melhores atletas tanto no individual feminino quanto no masculino, disputam em dezembro a Final do Grand Prix, que une as séries júnior e sênior e é realizada em dezembro, antes do início dos campeonatos nacionais das principais federações.
- Campeonato dos Quatro Continentes de Patinação Artística no Gelo: É um campeonato disputado entre os patinadores de nações não-europeias filiadas à ISU. Nesse campeonato, cada federação pode levar até três patinadores por modalidade desde que estes cumpram os requisitos mínimos de pontuação atingidos em uma competição prévia, que são redefinidos anualmente.
- Campeonato Europeu de Patinação Artística no Gelo: É um campeonato disputado entre os patinadores de nações europeias filiadas à ISU. Nesse campeonato, cada federação pode levar entre um a três patinadores por modalidade, dependendo do desempenho de cada país na temporada anterior, desde os atletas estes cumpram os requisitos mínimos de pontuação atingidos em uma competição prévia, que são redefinidos anualmente.
- Campeonato Mundial de Patinação Artística no Gelo: É o principal campeonato da modalidade, disputado anualmente entre fevereiro e março. Para essa disputa, cada federação seleciona dentre um a três atletas por disciplina de acordo com critérios internos, normalmente o desempenho nos campeonatos nacionais, de acordo com o desempenho do país na edição anterior do campeonato. Para a participação, são exigidos índices mínimos em uma competição internacional prévia reconhecida pela ISU na temporada.
- Jogos Olímpicos de Inverno: Disputado de quatro em quatro anos, tem a presença da modalidade individual tanto na disputa por equipes quanto na sua própria disputa. Os atletas são selecionados a partir dos critérios individuais de cada federação, e as vagas são alocadas para cada país a depender dos resultados no campeonato mundial da temporada anterior e da repescagem no Troféu Nebelhorn da temporada corrente.
- Troféu Mundial por Equipes de Patinação Artística no Gelo: Disputado em anos ímpares após o campeonato mundial, reúne os seis países mais bem pontuados da temporada, que são convidados a levar seus dois principais patinadores do individual feminino e do masculino (além de uma equipe de dança no gelo e uma dupla) para uma competição na qual o ranking final é definido a partir do somatório das pontuações atribuídas às posições dos atletas em cada segmento.

## Segmentos

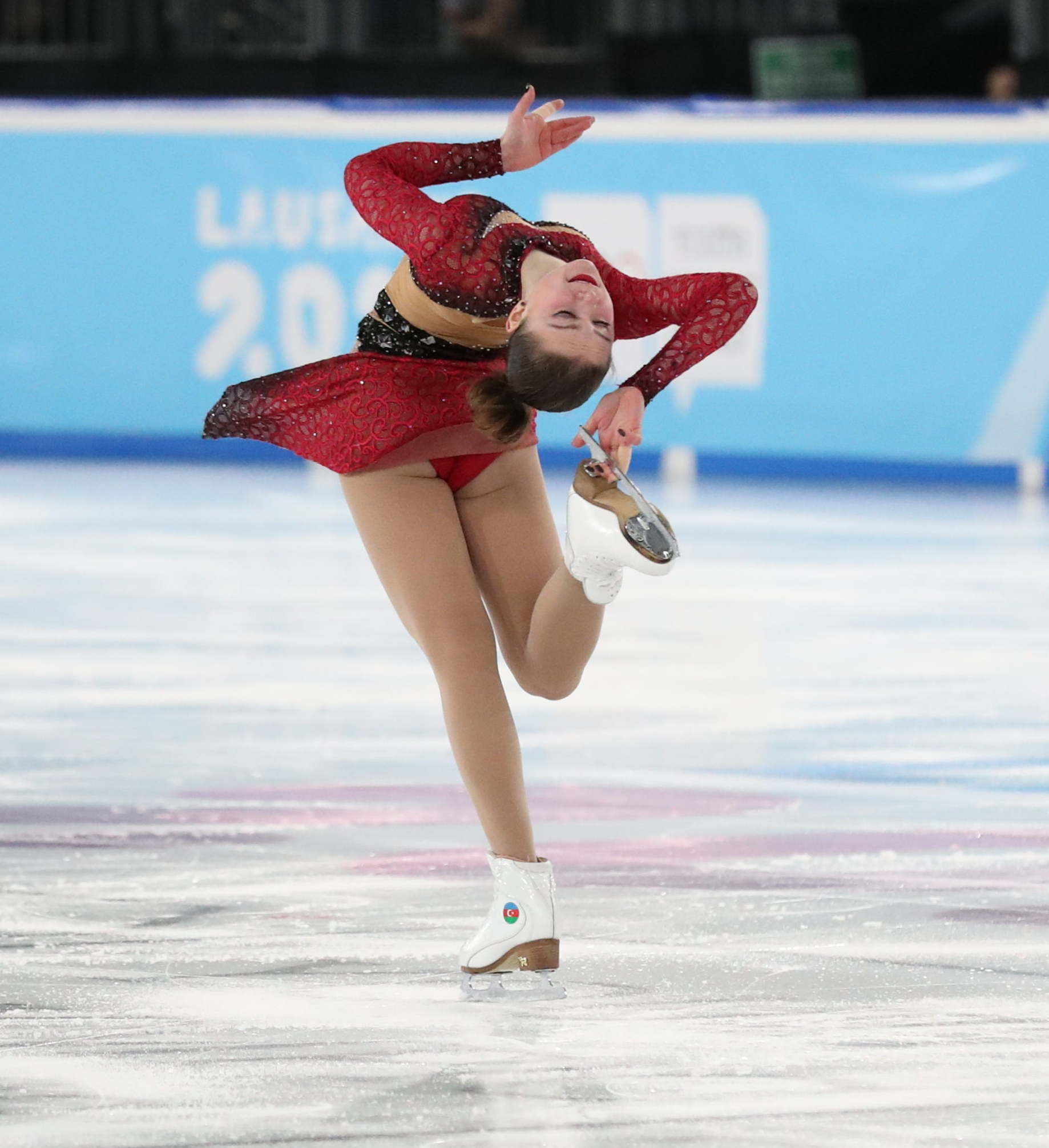
Layback Spin na patinação artística feminina

A competição da patinação individual consiste na disputa do programa curto (SP) e da patinação livre (FS- também conhecida por programa longo), e normalmente é disputada ao longo de dois dias. Em competições como os campeonatos mundial, o europeu e as próprias olimpíadas, o programa curto serve de eliminatória para a patinação livre.

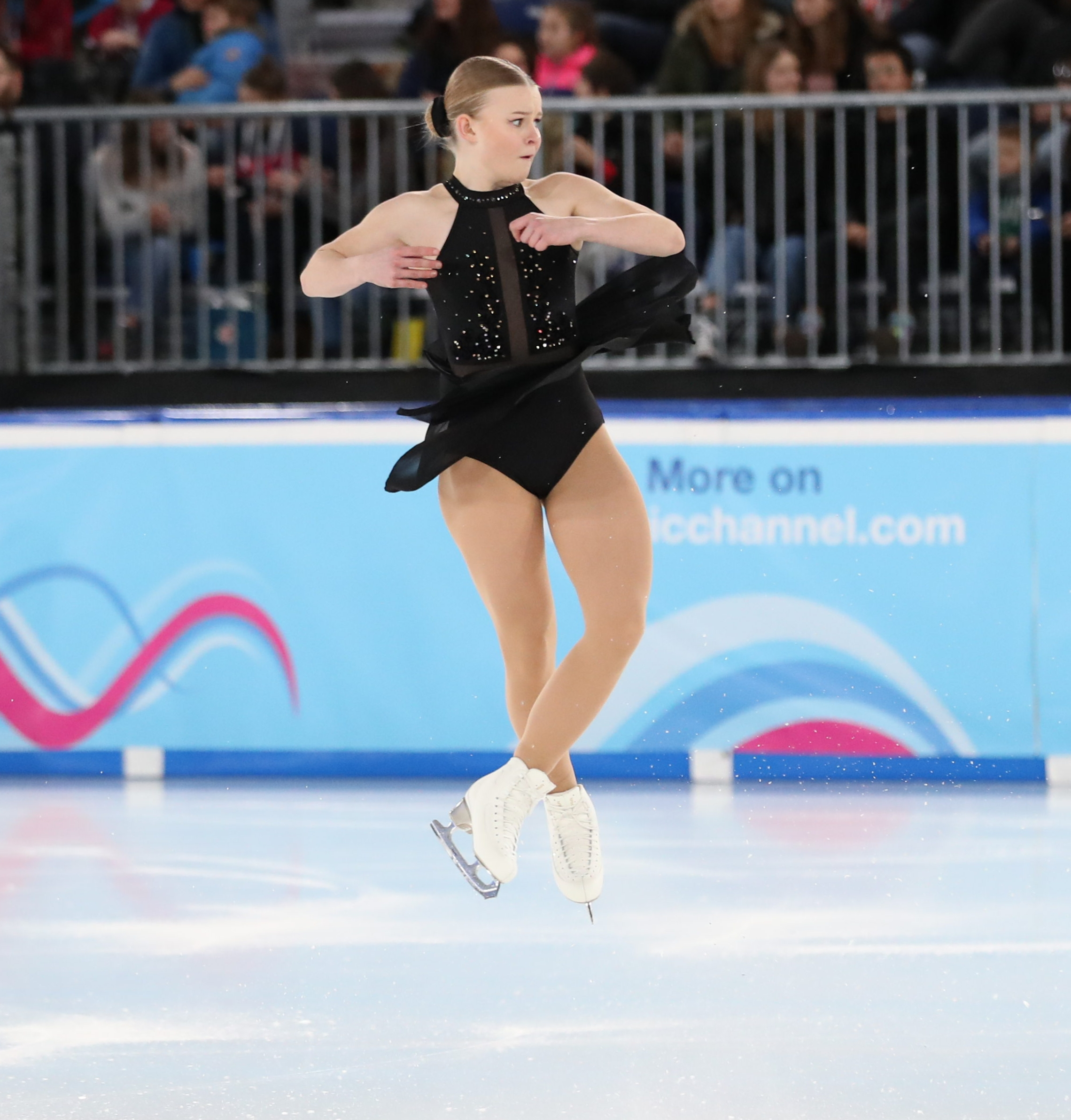
Salto na patinação artística feminina

O SP é composto por oito elementos obrigatórios, sendo eles:
- Saltos: Três passes, sendo eles um axel (duplo ou triplo), uma combinação de saltos contendo ao menos um salto triplo, e um salto triplo (ou quádruplo para os homens) isolado que não pode estar no combo. São pontuados de acordo com o número de revoluções no ar, e recebem penalidades obrigatórias se houver queda ou entrada com o fio da lâmina errado (ex: Salto lutz com saída de fio interno - um "flutz", salto flip com saída de fio externo - um "lip".)
- Spins (giros): Um flying spin, um dentre um camel spin ou sit spin com mudança de pé base e um spin de combinação com mudança de pé base. São pontuados do nível B (básico) até o nível 4.
- Sequência de passos: Uma sequência de manobras em diversas direções, com variação de pé base e que cubra a maior área de superfície do gelo possível. As manobras consideradas para a pontuação são twizzles, brackets, loops, counters, rockers, three turns, toe steps, chasses, mohawks, choctaws, cross rolls e mudanças de fio da lâmina. Tem pontuação base de nível 0 (anulada) até o nível 4.

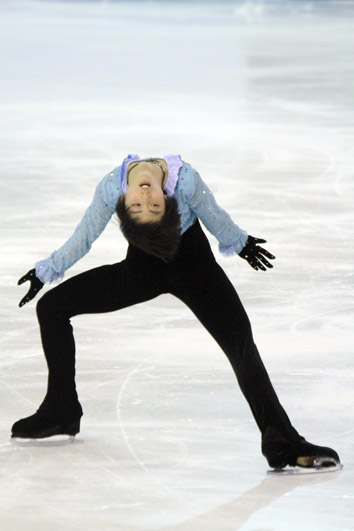
Sequência coreográfica na patinação artística masculina

O FS consiste em um programa equilibrado, durando cerca de quatro minutos, composto por:
- Saltos: até sete passes de salto, sejam eles isolados ou em combinação, sendo obrigatória a presença de no mínimo um axel, e não podendo haver mais que dois tipos distintos de salto triplo ou quádruplo podem se repetir, além da restrição de que uma das repetições do salto deverá ser em uma combinação.
- Giros: até três giros, seguindo os mesmos requerimentos do programa curto, exceto que o giro simples pode também ser um layback spin ou um upright spin.
- Sequência de passos: Uma única sequência de passos seguindo os mesmos requerimentos do programa curto.
- Sequência coreográfica: exclusivamente para o nível sênior é requisitada uma sequência breve de elementos criativos, tais como elementos de dança, um salto não regulamentado no código de pontos que não seja do tipo mortal ou um spiral, que é um movimento no qual o patinador desliza sobre o gelo em uma posição estendida, podendo ou não trocar de fio durante sua execução. Não se atribui nível para essa sequência, apenas de verifica se foi realizada, portanto, sua pontuação base é fixa.

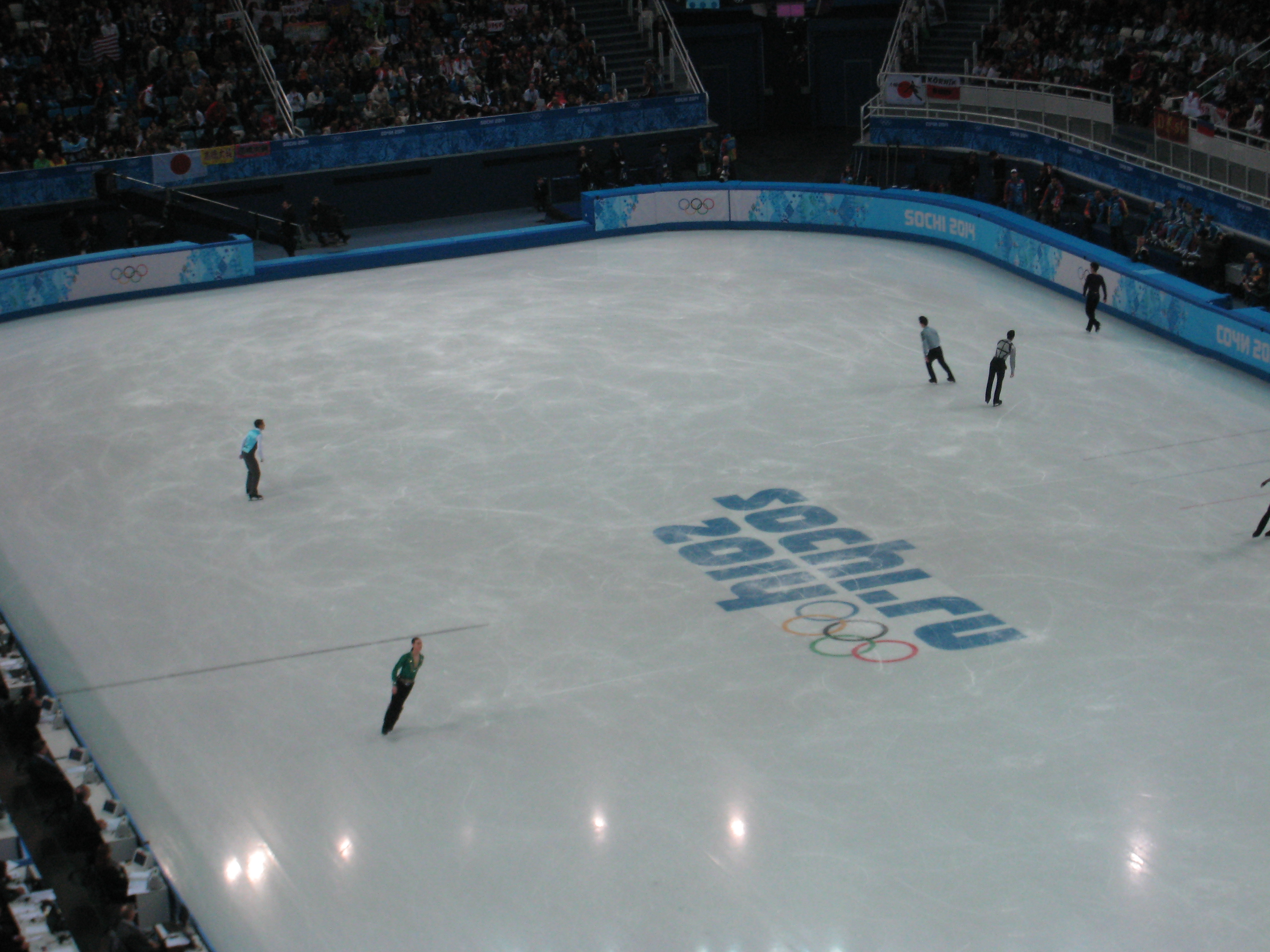
Grupo de aquecimento para a patinação livre na modalidade individual masculino

Normalmente, os patinadores são separados em grupos de aquecimento compostos por até seis patinadores, geralmente ocorrendo um sorteio para decidir a ordem de saída dentro de cada grupo. A ordem dos grupos para o programa curto é definida com base na posição de cada atleta no Ranking Mundial contabilizado pela ISU. Já na patinação livre, a ordem dos grupos para o aquecimento e disputa são definidos pelos resultados do programa curto. A cada dois ou três grupos, a depender da competição, ocorre um intervalo para a reparação da superfície do gelo.

## Julgamento
A pontuação é definida pelo IJS (International Judging System), que define a pontuação de cada segmento como a soma de dois escores separados, a pontuação total de execução (TES), que engloba a pontuação distinta de cada elemento, e a pontuação de componentes do programa (PCS).

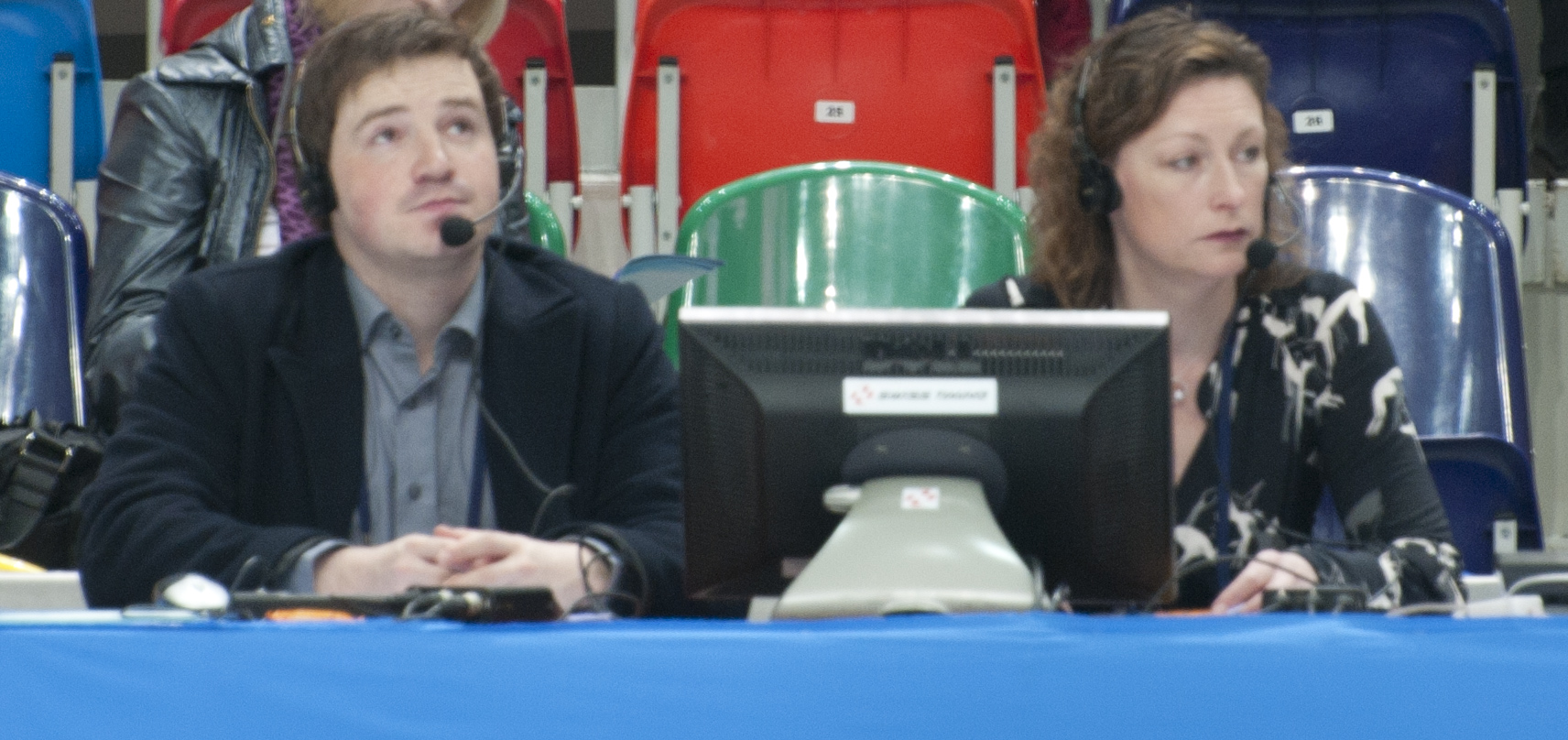
Painel de especialistas técnicos no Campeonato Mundial de Patinação Artística no Gelo de 2011

O PCS, que avalia a performance como um todo, é uma pontuação composta por cinco aspectos distintos, variando cada um de 0.25 a 10.0:
- PE (Performance e Execução): avalia a expressão do patinador para a plateia.
- CO (Composição): avalia a distribuição e a coesão dos elementos no programa.
- IN (Interpretação): avalia a musicalidade do patinador.
- SS (Habilidade): avalia a qualidade dos movimentos do patinador, observando critérios como profundidade de fios, fluidez e velocidade.
- TR (Transições): avalia o número e a qualidade dos passos de ligação entre os elementos técnicos.

Um programa com erro grave não deve receber pontuação 10.0 em nenhum dos componentes.
Para o programa curto, na patinação feminina, o escore componente recebe peso 0.8, enquanto na patinação masculina recebe peso 1.0. Já no programa livre esses valores são dobrados.
O escore de execução (GOE) leva em conta a pontuação base de cada elemento somada à sua grade de execução, que vai de -5 a +5 e corresponde a um aumento ou dedução de até 50% do valor inicial de cada elemento. Os critérios relacionados à execução são específicos para cada tipo de elemento.
- Saltos: Entre os critérios positivos se encontram entradas e saídas com dificuldade alta, sincronia com a música e posição criativa, entre os critérios negativos se destacam eventuais desequilíbrios e demora para a decolagem. Um salto com queda tem como GOE obrigatório o -5.
- Spins (giros): Entre os critérios positivos estão posições de alta dificuldade, velocidade e girar em ambos os sentidos horário e anti-horário.

Cada banca de avaliadores é composta por 8 jurados, de diferentes países no caso de eventos internacionais, que pontuam tanto o PCS quanto o GOE, além do controlador técnico e dos especialistas técnicos, que são os responsáveis por verificar os níveis e as penalidades de cada elemento. Além disso, existe um árbitro cuja função é verificar eventuais penalidades de tempo e de vestuário.
Para o resultado final, são somadas as notas do programa curto e da patinação livre a fim de se obter a nota final, sendo o patinador com a maior pontuação o vencedor. Os desempates são baseados no escore técnico para o programa curto, no escore componente para o programa livre, e na pontuação do programa livre para o resultado final.

## Maiores pontuadores

### Individual Masculino

#### Pontuação total

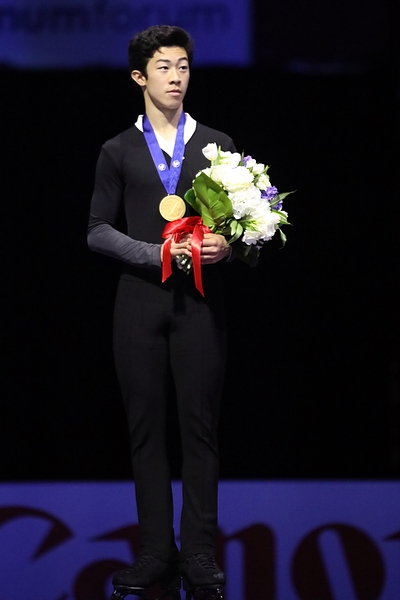
Nathan Chen é o atual recordista mundial na modalidade masculino

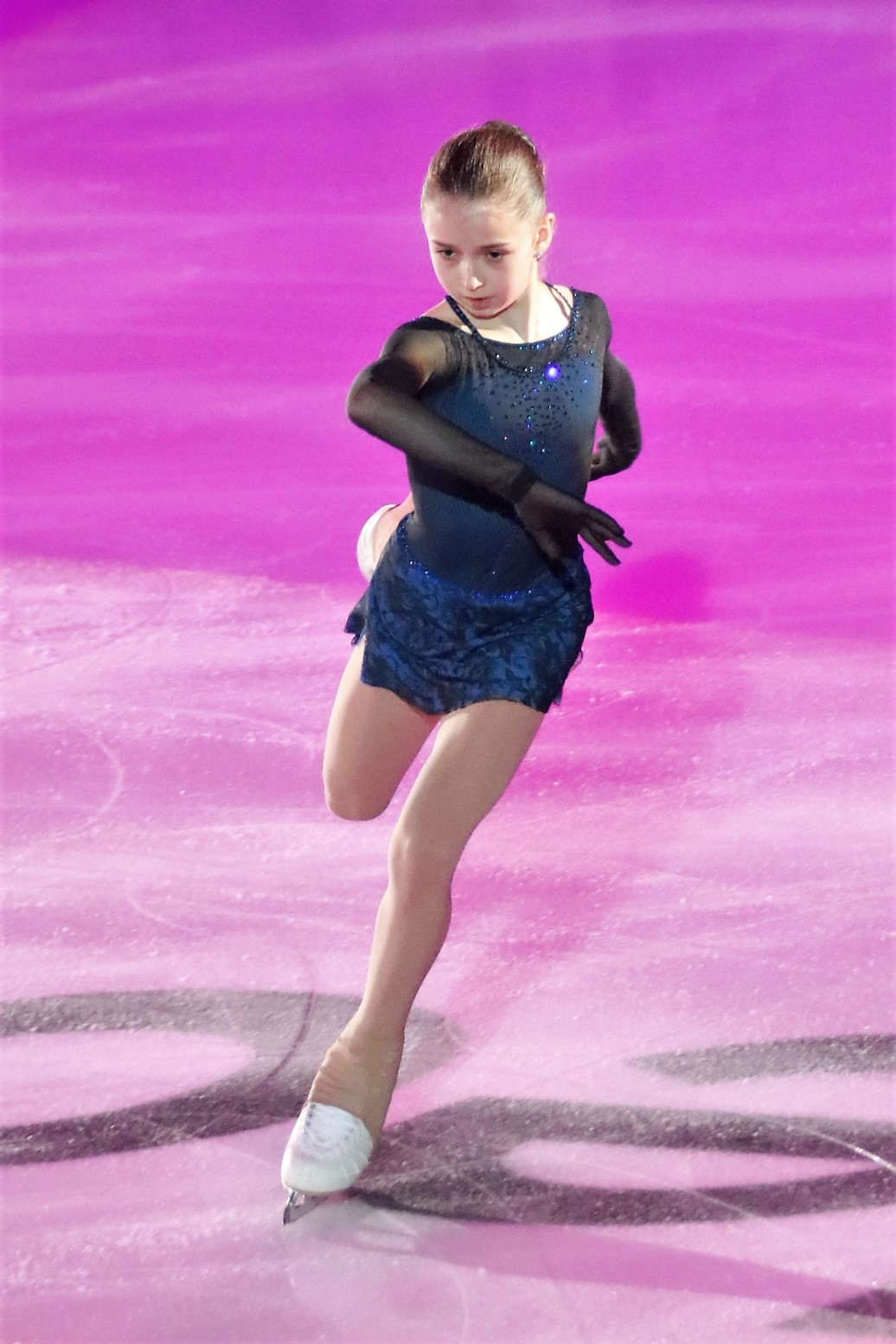
Kamila Valieva é a atual recordista mundial na modalidade feminina

##### Sistema de pontuação -5/+5 (a partir de 2018)
| Posição | Nome            | País           | Pontuação | Competição                                                               |
| ------- | --------------- | -------------- | --------- | ------------------------------------------------------------------------ |
| 1       | Nathan Chen     | Estados Unidos | 335.30    | Final do Grand Prix de Patinação Artística no Gelo 2019-20               |
| 2       | Yuzuru Hanyu    | Japão          | 322.59    | Skate Canada 2019                                                        |
| 3       | Vincent Zhou    | Estados Unidos | 299.01    | Troféu Mundial por Equipes de Patinação Artística no Gelo de 2019        |
| 4       | Yuma Kagiyama   | Japão          | 291.77    | Campeonato Mundial de Patinação Artística no Gelo de 2021                |
| 5       | Shoma Uno       | Japão          | 289.12    | Campeonato dos Quatro Continentes de 2019                                |
| 6       | Kévin Aymoz     | França         | 275.63    | Final do Grand Prix de Patinação Artística no Gelo 2019-20               |
| 7       | Jason Brown     | Estados Unidos | 274.82    | Campeonato dos Quatro Continentes de 2019                                |
| 8       | Mikhail Kolyada | Rússia         | 274.37    | CS Ondrej Nepela Trophy 2019                                             |
| 9       | Jin Boyang      | China          | 273.51    | Campeonato dos Quatro Continentes de Patinação Artística no Gelo de 2019 |
| 10      | Dmitri Aliev    | Rússia         | 272.89    | Campeonato Europeu de Patinação Artística no Gelo de 2020                |

##### Sistema de pontuação -3/+3 (até 2018)
| Posição | Nome              | País           | Pontuação | Competição                                                        |
| ------- | ----------------- | -------------- | --------- | ----------------------------------------------------------------- |
| 1       | Yuzuru Hanyu      | Japão          | 330.43    | Final do Grand Prix de Patinação Artística no Gelo 2015-16        |
| 2       | Nathan Chen       | Estados Unidos | 321.40    | Campeonato Mundial de Patinação Artística no Gelo de 2018         |
| 3       | Shoma Uno         | Japão          | 319.84    | 2017 CS Lombardia Trophy                                          |
| 4       | Javier Fernández  | Espanha        | 314.93    | Campeonato Mundial de Patinação Artística no Gelo de 2016         |
| 5       | Jin Boyang        | China          | 303.58    | Campeonato Mundial de Patinação Artística no Gelo de 2017         |
| 6       | Patrick Chan      | Canadá         | 295.27    | 2013 Trophée Eric Bompard                                         |
| 7       | Denis Ten         | Cazaquistão    | 289.46    | Campeonato dos Quatro Continentes de 2015                         |
| 8       | Tatsuki Machida   | Japão          | 282.26    | Campeonato Mundial de Patinação Artística no Gelo de 2014         |
| 9       | Mikhail Kolyada   | Rússia         | 282.00    | Final do Grand Prix de Patinação Artística no Gelo 2017-18        |
| 10      | Daisuke Takahashi | Japão          | 276.72    | Troféu Mundial por Equipes de Patinação Artística no Gelo de 2012 |

### Individual Feminino

#### Pontuação total

##### Sistema de pontuação -5/+5 (a partir de 2018)
| Posição | Nome                   | País   | Pontuação | Competição                                                        |
| ------- | ---------------------- | ------ | --------- | ----------------------------------------------------------------- |
| 1       | Kamila Valieva         | Rússia | 265.08    | GP Skate Canada 2021                                              |
| 2       | Alena Kostornaia       | Rússia | 247.59    | Final do Grand Prix de Patinação Artística no Gelo 2019-20        |
| 3       | Anna Shcherbakova      | Rússia | 241.65    | Troféu Mundial por Equipes de Patinação Artística no Gelo de 2021 |
| 4       | Alexandra Trusova      | Rússia | 241.02    | GP Skate Canada 2019                                              |
| 5       | Alina Zagitova         | Rússia | 238.43    | CS Nebelhorn Trophy 2018                                          |
| 6       | Elizaveta Tuktamysheva | Rússia | 234.43    | Troféu Mundial por Equipes de Patinação Artística no Gelo de 2019 |
| 7       | Rika Kihira            | Japão  | 233.12    | Final do Grand Prix de Patinação Artística no Gelo 2018-19        |
| 8       | Sofia Akatyeva         | Rússia | 233.08    | 2021 JGP Russia                                                   |
| 9       | Kaori Sakamoto         | Japão  | 228.07    | Troféu Mundial por Equipes de Patinação Artística no Gelo de 2021 |
| 10      | Evgenia Medvedeva      | Rússia | 225.76    | GP Rostelecom Cup 2019                                            |

##### Sistema de pontuação -3/+3 (até 2018)
| Posição | Nome              | País          | Pontuação | Competição                                                        |
| ------- | ----------------- | ------------- | --------- | ----------------------------------------------------------------- |
| 1       | Evgenia Medvedeva | Rússia        | 241.31    | Troféu Mundial por Equipes de Patinação Artística no Gelo de 2017 |
| 2       | Alina Zagitova    | Rússia        | 239.57    | Jogos Olímpicos de Inverno de 2018                                |
| 3       | Kaetlyn Osmond    | Canadá        | 231.02    | Jogos Olímpicos de Inverno de 2018                                |
| 4       | Yuna Kim          | Coreia do Sul | 228.56    | Jogos Olímpicos de Inverno de 2010                                |
| 5       | Alexandra Trusova | Rússia        | 225.52    | Campeonato Mundial Júnior de 2018                                 |
| 6       | Adelina Sotnikova | Rússia        | 224.59    | Jogos Olímpicos de Inverno de 2014                                |
| 7       | Satoko Miyahara   | Japão         | 222.38    | Jogos Olímpicos de Inverno de 2018                                |
| 8       | Mai Mihara        | Japão         | 218.27    | Troféu Mundial por Equipes de Patinação Artística no Gelo de 2017 |
| 9       | Wakaba Higuchi    | Japão         | 217.63    | 2017 CS Lombardia Trophy                                          |
| 10      | Carolina Kostner  | Itália        | 216.73    | Jogos Olímpicos de Inverno de 2014                                |